# 頂呱呱
頂呱呱（英語：TKK International Inc.）是一間台灣的速食連鎖餐廳，於1974年7月20日於台北市西門町成立第一家門市，以炸雞類餐點為主。截至2020年9月，頂呱呱在台灣共有70間餐廳、於中國大陸上海有7間分店、美國有9間分店。
頂呱呱是台湾速食店始祖，創辦人史桂丁原為公務員，後與人合夥養雞。史桂丁在日本看到肯德基炸雞，便決定仿效其模式，經營炸雞速食店生意，並採用小門面的外帶式櫃台。其事業曾經盛極一時，直到正統美國速食業龍頭麥當勞、肯德基等正式進入台灣為止。史桂丁有三男一女，除二子史洪法外皆陸續移居美國，其頂呱呱事業後由史洪法接手。史洪法為整頓經營現況，開展多品牌展店策略，透過自創、同業結盟、投資等方式陸續涉足拉麵、日式料理、韓式料理等其他餐飲事業。2017年，頂呱呱展開海外門市的拓展。

## 歷史
1974年，頂呱呱由史桂丁創辦。史桂丁曾為公務員，之後轉行成為養雞業者。為了讓所飼養的雞隻能有穩定銷量，因而決定開設販售炸雞餐點的速食餐廳。第一間頂呱呱餐廳於1974年7月20日在台北市西門町開幕。
1983年，頂呱呱在美國舊金山設立第一間海外門市，包括洛杉磯等城市在內陸續共開設四間門市。
1986年，頂呱呱在台灣已有10間餐廳。隨後頂呱呱持續擴張，至1993年時已有30間分店。
1990年，開設台南店，位於中山路興南客運旁，為南台灣首店。
1999年，史桂丁逝世，由二子史洪法接掌經營頂呱呱。
2014年，開設MR.TKK炸雞鬆餅咖啡廳，門市定期舉辦小小店長及公益活動，以感恩的心回饋在地台灣人。
2015年3月，與台灣虎航合作創造頂呱呱飛機餐（AIR TKK），讓台灣及外國朋友可以在飛航途中享受來自台灣的炸雞。
2015年11月，開設韓式居食屋UNCLES(魷魚大叔)辣炒年糕專賣店。UNCLES在韓國擁有約20家門市，頂呱呱為台灣總代理。
2016年2月，開設潮流韓式拌飯盒BOBBYBOX。BOBBYBOX在韓國擁有約30家門市，菲律賓也有兩家門市，頂呱呱為台灣總代理。
2016年5月，於台北東區開設與魷魚大叔老闆共同創作的TKK CAMP露營風韓式烤肉店（現已改名為BURIYA露營瘋烤肉），把韓國最流行的露營風烤肉介紹給台灣的年輕消費者。醬料及菜單研發由韓國最大醬料商大象公司指導研發。
2016年7月，與日本SAPPORO製麵簽訂旗下品牌東京油組總本店代理權，頂呱呱為台灣總代理。
2017年2月，於台北東區開設東京油組總本店海外第一家分店 台北敦南組。
2017年9月，於台北華山文創園區附近開設東京油組總本店台灣第二間分店 台北華山組。
2017年12月，於中國大陸上海開設頂呱呱第一家海外門市頂呱呱上海一號店。
2017年12月，美國手搖飲品牌「功夫茶」為頂呱呱在美國地區的策略聯盟夥伴，頂呱呱與功夫茶將針對美國市場一同進行品牌、全球行銷與加盟業務等全面性的合作。
2018年5月，於台北ATT 4 FUN開設SHELL OUT，為馬來西亞吉隆坡的人氣手抓海鮮品牌。
2018年底，於美國紐約開設第一家美國門市。
2019年5月3日，與功夫茶合作，在台北東區開設第一間雙品牌合作旗艦店「頂呱呱Ｘ美國功夫茶」，為美國功夫茶在台灣的第一間店。
2019年6月20日，與功夫茶合作，在新北市新莊區中正路上開設第二間複合式店面。
2019年7月20日，頂呱呱回歸花蓮，帶上功夫茶一起，進軍花蓮車站。
2019年8月23日，美國第二間店波士頓昆西店開幕。
2019年9月6日，代理新加坡肉骨茶品牌「發起人肉骨茶」，台灣第一間店在ATT 4 Fun開幕。
2019年11月1日，美國第三間店RICHARDSON N CENTRAL EXPY 德州達拉斯店開幕。
2019年12月25日，頂呱呱X美國功夫茶遠百信義概念店開幕，店裡同步引進美國人氣舒芙蕾鬆餅品牌「Softbite」，此店也是Softbite於台灣的第一間店。
2020年1月6日，頂呱呱X美國功夫茶澎湖店開幕，此為頂呱呱初次進駐外島。
2020年1月31日，美國第四間店紐約法拉盛門市 QUEENS CROSSING MALL 開幕。
2020年2月3日，美國第五間店賓州費城門市 PHILADELPHIA CITY AVE開幕。
2020年7月15日，頂呱呱X美國功夫茶桃園新光影城店開幕（位於八景島水族館X Park旁）。

## 分店據點
至2023年9月時，頂呱呱在國內外共開設了50間分店，分布於基隆市、台北市、新北市、桃園市、台中市、彰化縣、高雄市和屏東市。

## 家族品牌

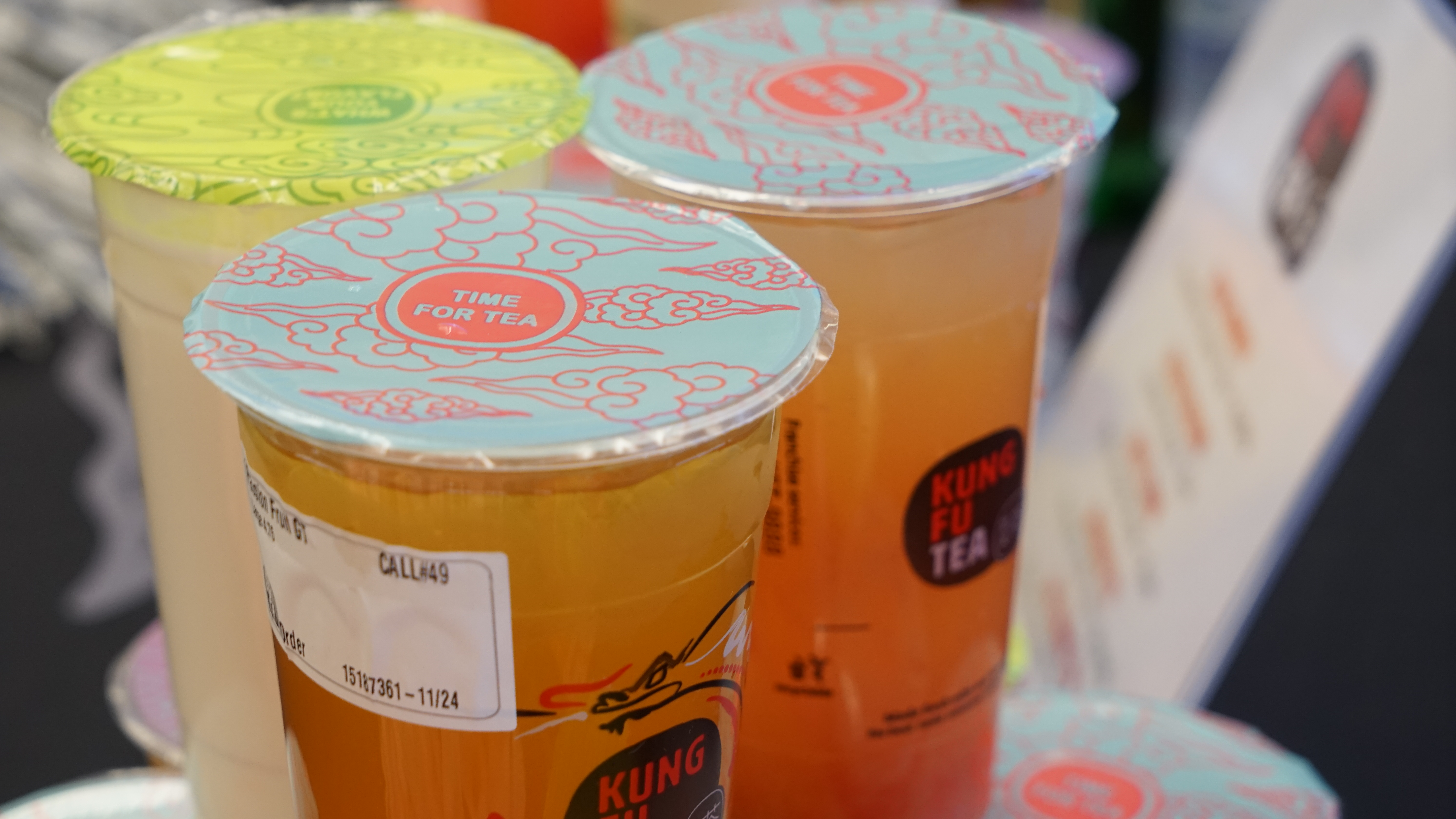
功夫茶 (美国)产品

- 「UNCLES TAIWAN」
- 「BOBBYBOX TAIWAN」
- 「東京油組總本店」
- 「SHELL OUT手抓海鮮」
- 「美國功夫茶（英语：Kung Fu Tea）」
- 「發起人肉骨茶」
- 「Softbite」

## 外部連結
- 頂呱呱 （页面存档备份，存于）
- 頂呱呱TKK的Facebook專頁
- 頂呱呱的Instagram帳戶
- YouTube上的頂呱呱官方頻道TKK Fried Chicken頻道